# Рајчани (Топољчани)
Рајчани (слч. Rajčany) насељено је мјесто са административним статусом сеоске општине (слч. obec) у округу Топољчани, у Њитранском крају, Словачка Република.

## Становништво
| Година:    | 1994. | 2004.   | 2014.   | 2024.   |
| ---------- | ----- | ------- | ------- | ------- |
| Број људи: | 562   | 574     | 547     | 528     |
| Разлика:   |       | +2,13 % | -4,70 % | -3,47 % |

| Година:    | 2023. | 2024. |
| ---------- | ----- | ----- |
| Број људи: | 528   | 528   |
| Разлика:   |       | +0 %  |

Према подацима о броју становника из 2011. године насеље је имало 550 становника.